# Dallinella occidentalis
Dallinella occidentalis är en armfotingsart som först beskrevs av Dall 1871.  Dallinella occidentalis ingår i släktet Dallinella och familjen Terebrataliidae. Inga underarter finns listade i Catalogue of Life.